# Lewis Nicola
Lewis Nicola (1717 – 9 agosto 1807) è stato un militare e scrittore irlandese, ufficiale dell'esercito degli Stati Uniti.

## Biografia

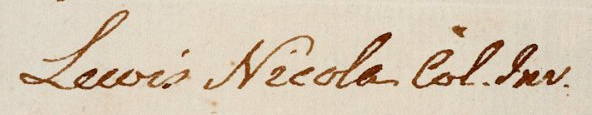
Autografo di Lewis Nicola, 1783

Lewis Nicola fu generale di brigata dell'esercito continentale americano durante Guerra d'indipendenza americana, noto in particolare per la proposta fatta a George Washington di proclamarsi re degli Stati Uniti.
Nato a Dublino prestò servizio nell'esercito britannico dove raggiunse il grado di maggiore. Rassegnate le dimissioni dal British Army si trasferì a Filadelfia nel 1766. Diede il suo valido contributo nella lotta per l'indipendenza dalla Gran Bretagna unendosi all'esercito americano nel quale arrivò al grado di generale di brigata nel 1783.
Nel 1767 Nicola venne ammesso alla American Society for Promoting Useful Knowledge. L'anno seguente divenne parte del comitato per aiutarne la fusione con la American Philosophical Society, unione che venne completata nel novembre 1768 e Nicola ne fu eletto come uno dei curatori. All'inizio del seguente anno, Nicola decise di iniziare la pubblicazione di un suo nuovo periodico, l'American Magazine (o General Repository) di cui il primo numero venne pubblicato nel gennaio 1769. Questa rivista, dedicata alla scienza, alla poesia e a notizie inglesi e americane, chiuse a dicembre dopo solo nove numeri. Nicola, tuttavia, continuò a condurre ricerche e a scrivere articoli per la Philosophical Society.
Pubblicò nel 1776 "A Treatise of Military Exercise Calculated for the Use of Americans", ovvero "Un trattato di strategia militare calcolato ad uso degli americani".

## La Newburgh letter
Nel 1782, con il grado di colonnello, scrisse quella che è conosciuta come la "Newburgh letter", una lettera indirizzata a George Washington che in quel periodo aveva a Newburgh (attualmente nello Stato di New York) il suo quartier generale. In questa lettera, con l'appoggio dei suoi ufficiali, proponeva a Washington di diventare King of the United States, re degli Stati Uniti. Washington replicò molto negativamente alla proposta e fu molto turbato dalla spinta ideologica di questa fazione di ufficiali. Al proposito questo è un passaggio significativo della sua lettera di risposta:
La lettera può essere considerata un momento di svolta nella storia americana, in quanto prospettava una reale possibilità nel contesto storico del periodo: nella Francia rivoluzionaria, Napoleone accettò una simile offerta fattagli da Emmanuel Joseph Sieyès, ma la proposta della fazione militare facente capo a Nicola non voleva essere altrettanto una proposta di imperialismo o tirannia, egli rifiutava l'equazione monarchia-tirannia, bensì dell'instaurazione di una monarchia costituzionale.
In un passaggio della lettera Nicola teorizzava che il Canada, allora in formazione e reduce dalla guerra franco-indiana vinta dagli inglesi, potesse diventare uno Stato nemico guidato dalla monarchia britannica, troppo forte per la nascente repubblica americana, pertanto riteneva che un pari monarca statunitense meglio potesse contrastare questo ed altri pericoli.
La lettera può essere considerata parte della cosiddetta Newburgh conspiracy, un complotto nato nel 1783, quasi alla fine della guerra d'indipendenza, nato in origine dal fatto che molti ufficiali e uomini dell'esercito continentale non ricevevano la paga da molti anni e che in seguito, sotto la guida di Henry Knox, capo dell'artiglieria e primo Ministro della guerra degli Stati Uniti, si trasformò in proposta politica ed arrivò a portare una delegazione al Congresso degli Stati Uniti per sostenere le richieste degli ex combattenti.
Lewis Nicola fu inoltre uno dei membri fondatori della Society of the Cincinnati, un'organizzazione fondata nel 1783, con ramificazioni anche in Francia, per preservare gli ideali e la solidarietà tra gli ufficiali rivoluzionari e per fare pressioni sul governo al fine che venissero onorati gli impegni presi con gli ufficiali che combatterono per l'indipendenza americana.
Nicola fu inoltre il fondatore degli Invalid Corps, un corpo di riserva costituito da veterani mutilati o inadatti al servizio militare completo e destinati a mansioni di secondaria importanza, e corpo dal quale discende l'odierno Veteran Reserve Corps.
La "Newburgh letter" è conservata alla Library of Congress, la Biblioteca del Congresso statunitense.